# K6-III

Архитектура AMD K6-III

K6-III — микропроцессор архитектуры IA-32 (x86-32) производства AMD. Представляет собой развитие процессора AMD K6-2. Впервые представлен корпорацией AMD в феврале 1999 года. Позиционировался как прямой соперник процессора Pentium III при меньшей стоимости.
Является одним из самых производительных процессоров для Socket 7 / Super Socket 7 систем. Интегрированный, полноскоростной то есть работающий на частоте ядра, кэш второго уровня L2 позволял обойти ограничение чипсета на объём кэшируемой памяти (Например, 64Mб для  чипсета i430TX). Единственный чипсет, который не кэшировал память в обход, ALI Aladdin 7 фирмы Acer Laboratories Incorporated так и остался «на бумаге».
K6-III+
Аналог K6-III с технологией энергосбережения PowerNow! и более высокой частотой и расширенным набором инструкций. Изначально предназначался для ноутбуков. Устанавливался и в настольные системы с процессорным разъёмом Super Socket 7.
K6-2+
Аналог К6-III+ с уменьшенным до 128 Кбайт кэшем второго уровня.
K6-III+, K6-2+ применялись для апгрейда настольных систем с разъёмом Socket 7 при наличии обновленного BIOS материнской платы, который обеспечивал совместимость с этими процессорами. Апгрейд возможен только на материнских платах которые подают на процессор два напряжения питания, первое для блоков ввода/вывода процессора и второе для ядра процессора. Не все изготовители обеспечивали двойное питание на первых моделях своих материнских плат с разъемом Socket 7.
K6-III+, K6-2+ являются наиболее производительными процессорами совместимыми с Socket 7.

## Модели
K6-III (ядро Sharptooth)

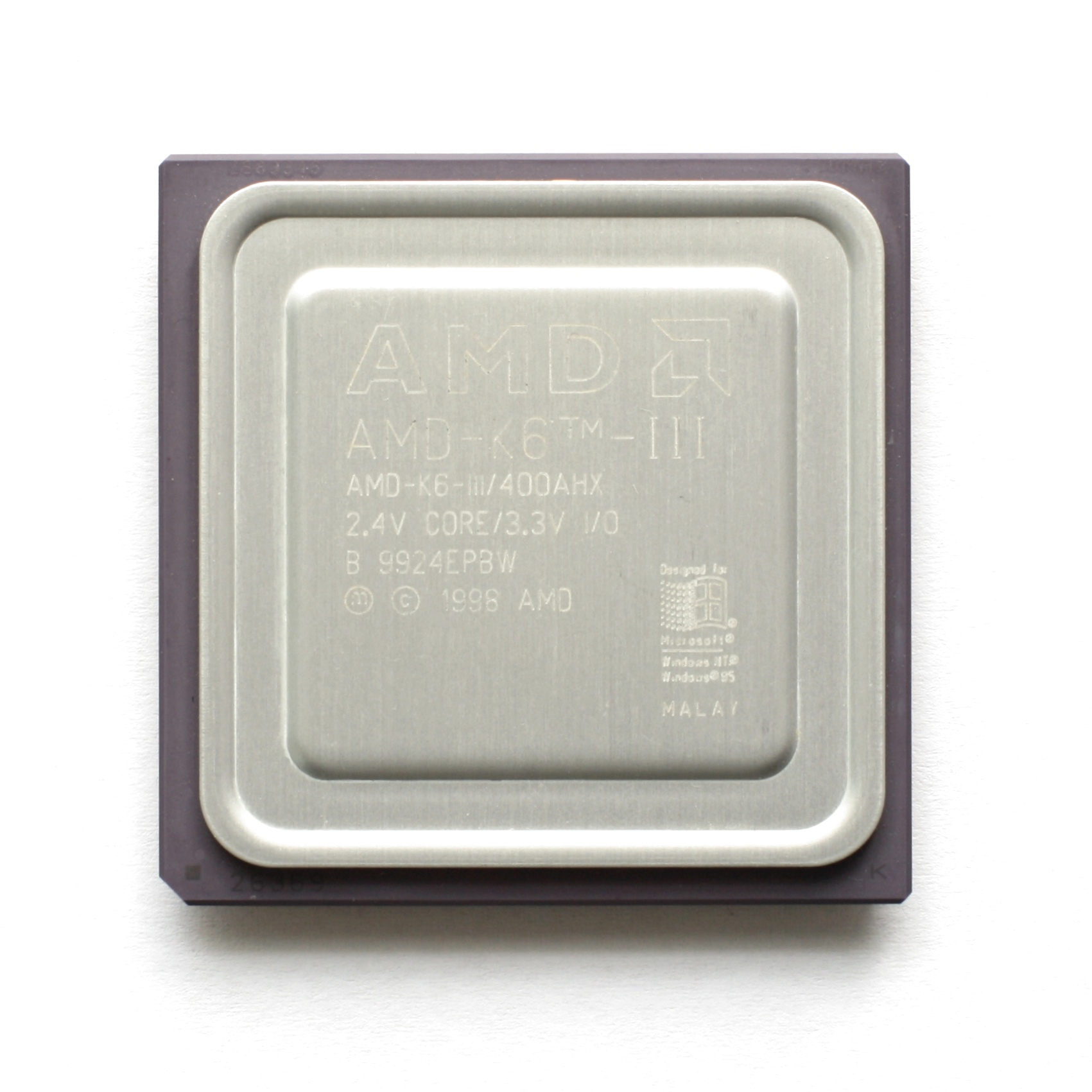
AMD K6-III

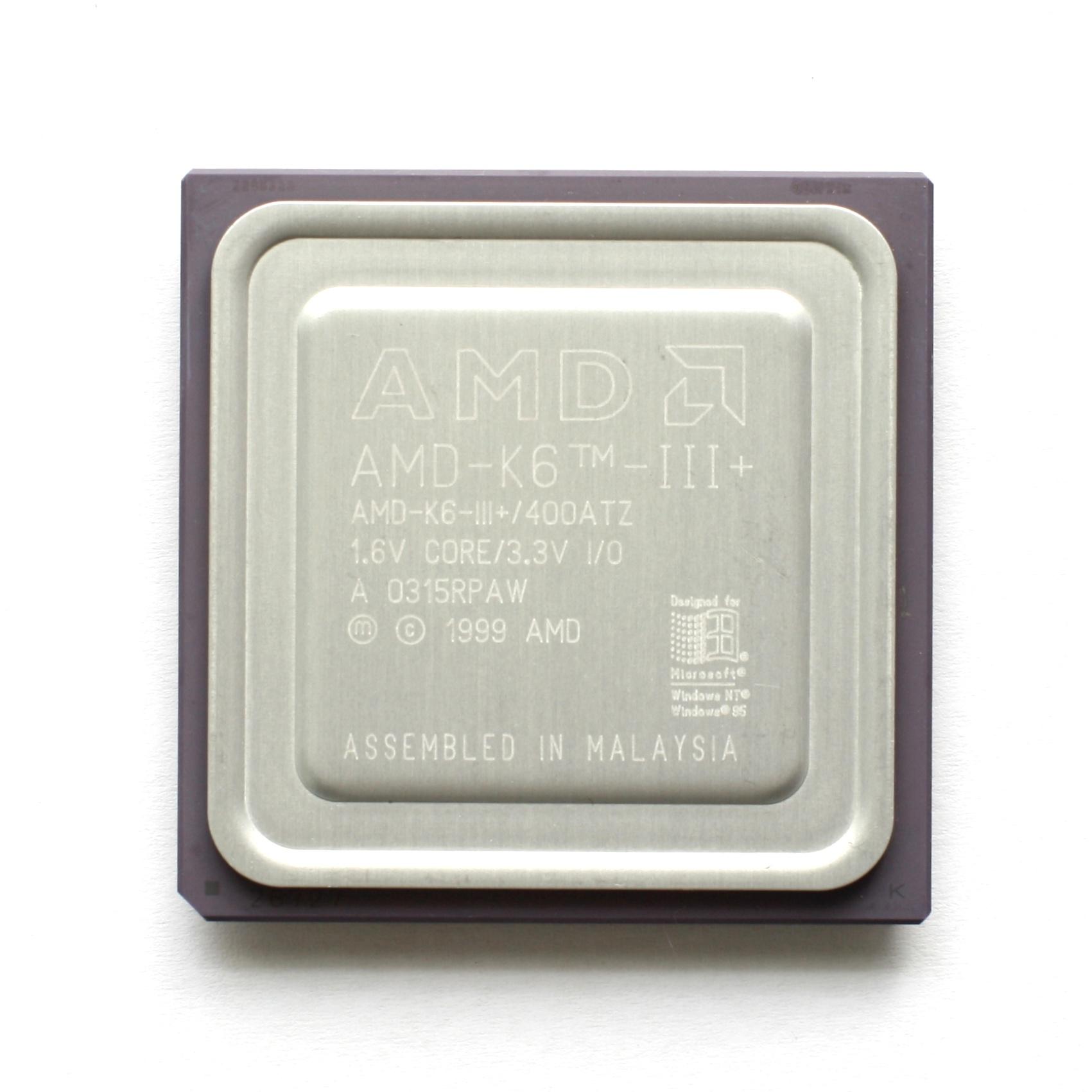
AMD K6-III+

- CPU ID: AuthenticAMD Family 5 Model 9
- 21,3 миллиона транзисторов по техпроцессу 250 нм.
- Площадь кристалла: 118 мм²
- Типичное энергопотребление/тепловыделение: 18,1-29,5 Вт (в зависимости от частоты и модели)
- Кэш первого уровня: 32+32 КБ (данные+инструкции).
- Кэш второго уровня: 256 КБ полноскоростной, на кристалле процессора.
- Кэш третьего уровня: до 1MБ, расположен на материнской плате.
- Поддержка инструкций: MMX, 3DNow!
- Разъём: Socket 7.
- Частота системной шины: 100 МГц.
- Напряжение питания: 2,2 и 2,4 В.
- Частота: 400, 450 Мгц.

Выпускался в том числе и в мобильном варианте:

K6-III-P
- CPU ID: AuthenticAMD Family 5 Model 9
- Техпроцесс: 250 нм
- Кэш первого уровня: 32+32 КБ (данные+инструкции).
- Кэш второго уровня: 256 КБ полноскоростной, на кристалле процессора.
- Поддержка инструкций: MMX, 3DNow!
- Разъём: Socket 7, Super7
- Частота системной шины FSB: 66, 95, 96,2, 66/100, 100 МГц
- Напряжение питания: 2,0 и 2,2 В.
- Представлен: 31 мая 1999
- Частота: 350, 366, 380, 400, 433, 450 МГц

K6-III+
- CPU ID: AuthenticAMD Family 5 Model 13
- Техпроцесс: 180 нм
- Кэш первого уровня: 32+32 КБ (данные+инструкции).
- Кэш второго уровня: 256 КБ полноскоростной, на кристалле процессора.
- Кэш третьего уровня: до 1MБ, расположен на материнской плате.
- Поддержка инструкций: MMX, Extended 3DNow!, PowerNow!
- Разъём: Super7
- Частота системной шины FSB: 95, 100 МГц
- Напряжение питания: 2,0 В (1,6 и 1,8 В для моделей с низким напряжением)
- Представлен: 18 апреля 2000
- Частота: 400, 450, 475, 500, 550 МГц

K6-2+
- CPU ID: K6-2+ AuthenticAMD Family 5 Model 13
- Техпроцесс: 180 нм
- Кэш первого уровня: 32+32 КБ (данные+инструкции).
- Кэш второго уровня: 128 КБ полноскоростной, на кристалле процессора.
- Кэш третьего уровня: до 1MБ, расположен на материнской плате.
- Поддержка инструкций: MMX, Extended 3DNow!, PowerNow!
- Разъём: Super7
- Частота системной шины FSB: 95, 100 МГц
- Напряжение питания: 2,0 В (1,6 и 1,8 В для моделей с низким напряжением)
- Представлен: 18 апреля 2000
- Частота: 450, 475, 500, 550, 570 МГЦ